# Chlorophytum altum
Chlorophytum altum är en sparrisväxtart som beskrevs av Adolf Engler och Kurt Krause. Chlorophytum altum ingår i släktet ampelliljor, och familjen sparrisväxter. Inga underarter finns listade i Catalogue of Life.